# ジャンケン娘

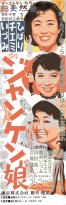
『ジャンケン娘』

『ジャンケン娘』（ジャンケンむすめ）は、1955年11月1日に公開された東宝製作の日本映画。

## 解説
中野実が雑誌『平凡』に連載していた小説の映画化で、美空ひばり・江利チエミ・雪村いづみの「三人娘」が初めて共演し、その後のアイドル映画にも影響を与えた作品である。三人娘の歌や踊りが随所に散りばめられたミュージカル映画として、また、1951年の『カルメン故郷に帰る』に続く「総天然色映画（カラー映画）」としても話題を集めた。オープニングとエンディングで、リーダーで「中立派」のひばりは黄、三枚目で「情熱派」のチエミは赤、「ウエットで薄幸」であるいづみは青の衣装を身に着けることで、3人の人物像がわかりやすく表現されている。
いわゆる通俗的な映画とも評される作品であったが、当時の若い世代の観客動員には成功した。
当時、世間から注目を集めていた3人は多忙なスケジュールを抱え、所属事務所もファンの傾向も異なることから、共演は困難とされていた。しかし、3人の共演が注目を集めて大ヒットしたことにより、3人の共演映画として1956年には『ロマンス娘』が、1957年には『大当り三色娘』が、1964年には『ひばり・チエミ・いづみ 三人よれば』が公開された。さらに団令子、重山規子、中島そのみの3人が登場する『大学のお姐ちゃん』を始めとする「お姐ちゃん」シリーズが制作され、東宝の女性トリオ映画が引き継がれることとなった。なお、劇中に明治製菓の商品が幾度か映し出されることから、同社がスポンサーであることが窺える。

## あらすじ
女子高の3年生のルリと由美は修学旅行で京都に向かう。2人は加茂川で記念写真を撮ってもらおうとするも川に落ち、河原で服を乾かすことになる。そこで青年と出会い、写真を撮られる。その後、2人はルリの母のお信の友人であるおいねの茶屋がある祇園に向かい、舞妓の雛菊を紹介され、仲良くなる。
やがて東京に戻った2人のもとに、雛菊が上京する。好きでもない男性を旦那として迎える前に、京都の座敷で2度ほど会った「西北大学の斎藤」と名乗る青年に会いたいと言う雛菊。2人が協力して探した末に伊豆にいることが判明した。伊豆に向かおうとする3人だが、お信の反対を受けたルリは断念する。お信はルリの日本舞踊の発表会に、ルリの実の父親である北島と対面させようと考えていた。周囲の反対もあり、芸者だったお信と外交官の北島は別れることになったが、フランス大使として赴任する前にルリに会いたいと、北島が申し出たためである。
ルリを置いて伊豆に来た由美と雛菊は斎藤に会えたものの、斎藤はかつてルリと由美を撮影した青年と同一人物であった。すでに斎藤が由美の両親に結婚を申し込んでいたことを知った雛菊は、傷心のまま京都に戻る。一方、雛菊の事情を知った斎藤は、実業家の父に相談し、金を援助してもらって雛菊を自由の身にする。
そして発表会当日には、北島夫妻や由美や斎藤、傷心から立ち直った雛菊も会場にやって来る。踊りを終えたルリは過去の経緯にこだわることなく、初めて北島を父と呼び、再会を果たす。

## キャスト
- 阿佐見ルリ：美空ひばり
- 千明由美：江利チエミ
- 雛菊：雪村いづみ
- お信：浪花千栄子
- 北島：高田稔
- 北島夫人：一の宮あつ子
- 森政治：江原達怡
- 斎藤又兵衛：山田真二
- 公明（由美の父）：小杉義男
- 絹子（由美の母）：南美江
- 亀沢先生：岡村文子
- 桑原先生：瀬良明
- 斎藤重兵衛：小川虎之助
- 須村：龍岡晋
- 堺：福田和郎
- 踊りの師匠：塩沢登代路
- おいね：沢村貞子

## 音楽
- 主題歌「ジャンケン娘」（歌:美空ひばり、江利チエミ、雪村いづみ、作詞:井田誠一、作曲:松井八郎）

主な挿入歌
- 美空ひばり
  - 「祇園小唄」
  - 「ラ・ヴィ・アン・ローズ」
  - 「エスキモーの娘」
- 江利チエミ
  - 「ウスクダラ」
  - 「スコキアン」
- 雪村いづみ
  - 「夢のマンボ」
  - 「スィート・アンド・ジェントル」
  - 「スマイル」

## 同時上映
- 帰って来た若旦那
  - 原案：楓誠二／脚本：若尾徳平／監督：青柳信雄／主演：鶴田浩二